# Čchi (vládce)
Čchi (čínsky pchin-jinem Qǐ, znaky 啟) byl čínský král. Byl po jeho otci Jüovi druhým panovníkem z dynastie Sia. Vládl zhruba devět až deset let, některé zdroje uvádí že vládl 16 nebo 29 let.

## Rodina
Jeho otec Jü Veliký, který byl rovněž zakladatel dynastie Sia, se oženil s Nu Ťiao a měl s ní Čchia. Čchi se neměl stát dalším králem, ale na nátlak veřejnosti byl Čchi zvolen Jüovým nástupcem, čímž byla zahájena dynastická tradice. Později měl Čchi syna jménem Tchaj Kchang, který se také stal dalším králem.

## Vláda
Jü zemřel po 45 letech své vlády.
Podle historika Simy Čchiena si Jü nepřál, aby se jeho syn stal králem, a měl v úmyslu předat trůn Kao Jaovi, svému ministru spravedlnosti, ale když Kao zemřel, Jü určil za svého dědice Ia (známého také jako Po-i), svého bývalého společníka po třináct let bojujícího proti povodním a svého současného ministra chovu zvířat. Kvůli Jüovu velkému vlivu však všichni vůdci států Sia začali obdivovat Čchiho místo Iho, takže I neměl jinou možnost než na konci tříletého truchlení za Jüa předat trůn Čchiovi.
Bambusové anály se také zmiňují o tom, že Jü jmenoval Iho svým nástupcem, ale nezmiňují se o tom, že by I vládl, pouze uvádějí, že Jüův syn Čchi nastoupil na trůn království Sia po třech letech truchlení za Jüa. Vypráví, že Po-i (I) zemřel v šestém roce Čchiho vlády a že Čchi „za něj ustanovil obětní dar“. Překladatel James Legge však v poznámce pod čarou poznamenává: „Toto vyprávění nesouhlasí s popisem Ihovy smrti, který je často připisován Análům a který byl bezpochyby v některých Bambusových knihách, totiž že “I usiloval o trůn a Čchi ho usmrtil".“
Čchi se dostal na trůn v roce Kuej-chaj (癸亥) a svou inauguraci oslavil se všemi svými vazaly (諸侯) v Ťün-tchaji (鈞臺; plošina, která se nacházela ve městě Jü-čou v Che-nanu). Zemřel šestnáct let poté, co získal trůn (některé zdroje uvádějí 10 nebo 29 let).
Po Čchiho vládě nastoupil na trůn jeho syn Tchaj-kchang.

### Události během jeho vlády
V Bambusových análech jsou zaznamenány následující události Čchiovy vlády:
- V prvním roce svého působení uspořádal velké slavnosti jak v bývalém, tak v novém hlavním městě.
- Ve druhém roce Po-i (伯益) „opustil dvůr a odešel do svého státu“. Čchi vedl své vojsko do boje proti vzpurnému knížeti z kraje Chu v bitvě u Ganu (pozadí kapitoly „Řeč u Ganu“ v Šu-ťing)
- V šestém roce Po-i zemřel a Čchi „ustanovil obětní dar“ na jeho památku.
- V osmém roce své vlády poslal Čchi jednoho ze svých ministrů Meng-tchua (孟塗) do státu Pa, aby „předsedal soudním sporům“.
- V desátém roce „vykonal inspekční cestu a oslavil kompletní bohoslužbu Šunovo hudby“ v Damu (大穆). Některé prameny mohou dodávat, že vytvořil tanec s názvem Ťiou Šao (九韶).
- V jedenáctém roce svého života vykázal Čchi svého nejmladšího syna Wu-kuana „za západní tok Žluté řeky“.
- V patnáctém roce vedl Wu-kuan povstání na západu Chu. Čchi poslal jednoho ze svých ministrů, Šoua, aby vedl armádu a potrestal Wu-kuana, když se Wu-kuan vzdal.

### Místa, u nichž se předpokládá souvislost s vládou
Předpokládá se, že Čchi založil město Sin-čaj a bylo hlavním městem dynastie Sia, dokud se vlády nad dynastií neujal Čchiův potomek Šao Kchang.
Čínský archeolog Feng Š' (冯時; 馮時) ztotožňuje lokalitu kultury Tchao-s' Wen-i (文邑) s Sia-i (夏邑), druhým hlavním městem dynastie Sia a hlavním městem Čchiho. Poukazuje také na stopy násilí mezi tamními archeologickými nálezy a navrhuje, že „Čchi se zmocnil královské moci násilím a změnil abdikační systém na dědičný“.